# Kamloops
Kamloops ist eine Stadt in der Provinz British Columbia im Westen von Kanada. Kamloops wurde 1812 als Handelsposten der Hudson’s Bay Company gegründet. Die Zuerkennung der kommunalen Selbstverwaltung für die Stadt erfolgte bereits am 1. Juli 1893 (incorporated als City).
Kamloops liegt am Zusammenfluss des North Thompson River und des South Thompson River zum Thompson River, unweit des Kamloops Lake. Als günstiger Handelsstützpunkt war Kamloops bereits seit über 2000 Jahren Siedlungsgebiet der Secwepemc-Stammesgruppe.
In der Umgebung von Kamloops gibt es zahlreiche Seen wie den Kamloops Lake, Paul Lake, Adams Lake oder den Lac Le Jeune. Die Stadt ist in Kanada bekannt als „Tournament Capital of Canada“, da hier alljährlich zahlreiche Fußball-, Baseball- und Hockeyturniere stattfinden.

## Demographie
Der Zensus im Jahr 2011 ergab für die kleine Stadt eine Bevölkerungszahl von 85.678 Einwohnern.
Die Bevölkerung der Stadt hat dabei im Vergleich zum Zensus von 2006 um 6,6 % zugenommen, während die Bevölkerung in der Provinz British Columbia gleichzeitig um 7,0 % anwuchs.
Von 2011 auf 2016 erfolgte eine Zunahme um 5,4 % auf 90.280 Einwohner.

## Geschichte
1978 wurde die seit 1890 betriebene „Kamloops Indian Residential School“ geschlossen. Dabei handelte es sich um eine von rund 130 in ganz Kanada bestehenden Residential Schools für die Kinder der First Nations und Inuit, hier hauptsächlich der Secwepemc, die dort überwiegend gegen ihren Willen internatartig untergebracht wurden. Allgemein kam es in diesen Schulen, die in der Regel von kirchlichen Organisationen betrieben wurden, zu Tausenden von Übergriffen auf die Schüler, zu hohen Sterblichkeitsraten, für die sich die kanadische Bundesregierung im Jahr 2008 entschuldigte.
Auf dem Grundstück des katholischen Internates unternahm man im Frühjahr 2021 Untersuchungen mit Bodenradar, bei denen "Anomalien" festgestellt wurden, die als Überreste von 215 Kindern kanadischer Ureinwohner gedeutet wurden. Grabungen, die diesen Verdacht bestätigen könnten, wurden jedoch nicht durchgeführt.

## Wirtschaft
In Kamloops sind die größten Beschäftigungsbereiche der Handel sowie der Bereich Gesundheit und Soziales.
Das Durchschnittseinkommen der Beschäftigten aus Kamloops lag im Jahr 2005 bei überdurchschnittlichen 26.075 C $, während es zur selben Zeit im Durchschnitt der gesamten Provinz British Columbia nur 24.867 C $ betrug. Der Einkommensunterschied zwischen Männern (35.054 C $; Provinzdurchschnitt=31.598 C $) und Frauen (17.888 C $; Provinzdurchschnitt=19.997 C $) fällt in Kamloops weit größer aus als im Einkommensvergleich für die gesamte Provinz. Männliche Beschäftigte verdienen hier sowohl im Vergleich zum Provinzdurchschnitt aller Beschäftigten als auch im Vergleich aller männlichen Beschäftigten überdurchschnittlich, während das Einkommen weiblicher Beschäftigter in beiden Vergleichen unterdurchschnittlich ist.

## Verkehr
Kamloops gilt als einer der Verkehrsknotenpunkte in British Columbia. Zwei Eisenbahnlinien der Canadian Pacific und der Canadian National, die gemeinsam durch das Fraser Valley von Vancouver herauf führen, verzweigen sich hier. Die Canadian National folgt dem North Thompson River über Jasper nach Edmonton, und die Canadian Pacific folgt dem South Thompson River über den Kicking Horse Pass nach Calgary. Der transkontinentale Fernverkehrszug The Canadian der Gesellschaft VIA Rail passiert auf seiner Fahrt zwischen Vancouver und Toronto die Gemeinde. Ebenfalls passierte der Rocky Mountaineer auf seinen Fahrten zwischen Vancouver und Banff sowie Vancouver und Jasper Kamloops.
Außerdem kreuzen sich mit dem Highway 5 (Coquihalla Highway) und dem Highway 1 (Trans-Canada Highway) zwei wichtige Verkehrsachsen im Westen Kanadas, die beide durch das Hochgebirge Richtung Vancouver führen.
Etwa 9 Kilometer nordwestlich der Gemeinde befindet sich der Flughafen Kamloops (IATA-Flughafencode: YKA, ICAO-Code:CYKA). Der Flugplatz verfügt über zwei unterschiedlich lange, asphaltierte Start- und Landebahnen. Er verbindet die Stadt mit den Metropolen Kanadas. Weiterhin verfügt die Gemeinde, nahe dem Flugplatz Kamloops, über einen Wasserflugplatz (Transport Canada Identifier: CAH7) auf dem Thompson River.
Öffentlicher Personennahverkehr wird in der Gemeinde und im unmittelbaren Umland mit 14 Linien durch das „Kamloops Transit System“ angeboten, welches von BC Transit in Kooperation betrieben wird.
|                       | Jan  | Feb  | Mär  | Apr  | Mai  | Jun  | Jul  | Aug  | Sep  | Okt  | Nov  | Dez  |   |      |
| Mittl. Tagesmax. (°C) | −0,8 | 3,6  | 10,5 | 16,5 | 21,3 | 24,8 | 28,3 | 27,8 | 22,0 | 13,7 | 5,2  | 0,1  | ⌀ | 14,5 |
| Mittl. Tagesmin. (°C) | −7,6 | −4,4 | −0,9 | 2,9  | 7,5  | 11,3 | 13,7 | 13,2 | 8,5  | 3,2  | −1,7 | −6,1 | ⌀ | 3,3  |
|                       |      |      |      |      |      |      |      |      |      |      |      |      |   |      |
| Niederschlag (mm)     | 22,9 | 14,4 | 11,7 | 14,6 | 24,4 | 35,2 | 29,5 | 29,1 | 28,0 | 16,2 | 24,1 | 28,9 | Σ | 279  |
|                       |      |      |      |      |      |      |      |      |      |      |      |      |   |      |
| Regentage (d)         | 11,1 | 8,0  | 6,6  | 6,3  | 9,9  | 10,6 | 8,7  | 8,7  | 7,5  | 8,1  | 9,6  | 11,9 | Σ | 107  |

| −7,6 |

| −4,4 |

| −0,9 |

| 2,9 |

| 7,5 |

| 11,3 |

| 13,7 |

| 13,2 |

| 8,5 |

| 3,2 |

| −1,7 |

| −6,1 |

| −7,6 |

| −4,4 |

| −0,9 |

| 2,9 |

| 7,5 |

| 11,3 |

| 13,7 |

| 13,2 |

| 8,5 |

| 3,2 |

| −1,7 |

| −6,1 |

## Klima
Laut der Klimaklassifikation nach Köppen und Geiger herrscht in Kamloops ein sommerwarmes feuchtes Kontinentalklima (Dfb).

## Städtepartnerschaften
- Uji, Japan

## Persönlichkeiten

### Töchter und Söhne der Stadt
- Jack Davis (1916–1991), Wirtschaftswissenschaftler, Ingenieur und Politiker
- Davie Fulton (1916–2000), Rechtsanwalt und Politiker
- Phil Nimmons (1923–2024), Jazzmusiker, Komponist
- David Ricardo Williams (1923–1999), Jurist, Historiker und Schriftsteller
- Arlene Pach (1928–2000), Pianistin und Musikpädagogin
- Robert Wilson (* 1935), Ruderer
- Bert Marshall (* 1943), Eishockeyspieler, -trainer und -scout
- Barbara Willis Sweete (* 1953), Filmregisseurin und Filmproduzentin
- Don Hay (* 1954), Eishockeyspieler und -trainer
- Gabrielle Rose (* 1954), Schauspielerin
- Glen Cochrane (1958–2024), Eishockeyspieler, -trainer und -scout
- Tim Watters (* 1959), Eishockeyspieler und -trainer
- Doug Lidster (* 1960), Eishockeyspieler und -trainer und Medaillengewinner bei den Olympischen Winterspielen
- Mike Jeffrey (* 1965), Eishockeyspieler
- Michael De Angelis (* 1967), italo-kanadischer Eishockeyspieler
- Mark Recchi (* 1968), Eishockeyspieler
- Michael Shanks (* 1970), Schauspieler
- Mitch Berger (* 1972), Footballspieler
- Aaron Keller (* 1975), japanisch-kanadischer Eishockeyspieler
- Benjamin Ayres (* 1977), Schauspieler
- Dylan Armstrong (* 1981), Kugelstoßer
- Mike Ouellette (* 1982), Eishockeyspieler
- Steve Marr (* 1984), Eishockeyspieler
- Elise Gatien (* 1988), Schauspielerin
- Joe Hicketts (* 1996), Eishockeyspieler

### Personen mit Beziehung zur Gemeinde Kamloops
- Leonard Marchand (1933–2016), Mitglied im Unterhaus und Senator für den örtlichen Wahlkreis

## Trivia
2003 wurde hier das US-Drama Ein ungezähmtes Leben (An Unfinished Life) mit Jennifer Lopez und Robert Redford sowie Morgan Freeman gedreht.